# Durchscheinende Scheidenmuschel
Die Durchscheinende Scheidenmuschel (Phaxas pellucidus) ist eine Muschelart aus der Familie der Pharidae. Sie kommt auch in der Nordsee und der westlichen Ostsee vor. 

## Merkmale
Die gleichklappigen, stark eingeengten Gehäuse der Durchscheinenden Scheidenmuschel sind mit 4 cm Länge im Vergleich mit Ensis-Arten relativ klein. Sie sind stark ungleichseitig, die sehr kleinen Wirbel liegen etwa ein Viertel (der Gesamtlänge) vor dem Vorderende. Im Umriss sind die Gehäuse gerundet-rechteckig und stark gelängt. Dorsal- und Ventralrand des Gehäuses verlaufen im Großen und Ganzen fast parallel. Der Dorsalrand ist gerade, der Ventralrand leicht gekrümmt. Das Längen-/Breiten-Verhältnis beträgt etwa 3,5. Das Vorderende ist gerundet, das Hinterende schräg abgestutzt. Die Gehäuse klaffen an beiden Enden. 
Das externe gelegene Ligament ist ein gewölbtes braunes Band hinter den Wirbeln. In der linken Klappe stehen zwei Kardinalzähne vor. Der hintere Kardinalzahn ist tief gespalten und zweispitzig, der hintere Teil oder Ast dieses Zahnes ist nach hinten umgebogen. Außerdem ist ein einzelner hinterer Lateralzahn vorhanden, der parallel zu dem nach hinten zeigenden Teil des hinteren Kardinalzahnes verläuft. In der rechten Klappe ist ein Kardinalzahn vorhanden sowie ein schwach gefurchter hinterer Lateralzahn. Die Mantelbucht ist mäßig tief. Es sind zwei Schließmuskeln vorhanden. Der vordere Schließmuskel ist länglich und erreicht etwa die Länge des Ligaments. Der hintere Schließmuskel ist kleiner und sitzt direkt am dorsalen Teil der Mantelbucht. 
Die Schale ist dünnwandig und zerbrechlich. Sie ist weiß bis cremefarben mit rötlichen Flecken oder Strahlen. Die Oberfläche zeigt sehr feine randparallele Anwachsstreifen und, nur unter dem Mikroskop sichtbare, vom Wirbel radiale Streifen am Vorderende. Der innere Gehäuserand ist glatt. Das gelblichgrüne bis gelblichbraune Periostracum hat eine glänzende Oberfläche. Innen ist die Schale weiß mit einzelnen rotbraunen Strahlen.

### Ähnliche Arten
Bei der Taschenmessermuschel (Pharus legumen) sind die Wirbel mehr in der Mitte und das Vorderende dünnt aus.

## Geographische Verbreitung und Lebensraum
Die Durchscheinende Scheidenmuschel ist von Norwegen bis Westafrika und im Mittelmeer verbreitet. Sie kommt dort in einer Wassertiefe zwischen 5 und 155 m auf feinsandigen und schlickigen Böden vor. Sie lebt in Röhren senkrecht mit dem Vorderende nach unten im Sediment.

## Taxonomie
Die Art wurde Thomas Pennant erstmals beschrieben. Es ist die Typusart der Gattung Phaxas Leach in Gray, 1852. Gattung und Art werden allgemein als gültige Taxa akzeptiert.

## Belege

### Online
- Marine Bivalve Shells of the British Isles: Phaxas pellucidus (Pennant, 1777) (Website des National Museum Wales, Department of Natural Sciences, Cardiff)
- Marine Species Identification Portal: Phaxas pellucidus (Pennant, 1777)